# Woo Min-ho
Woo Min-ho (우민호, né en 1971) est un réalisateur et scénariste sud-coréen.

## Biographie
Il débute avec le thriller Man of Vendetta (en) (2010), suivi de la comédie d'action The Spies (2012), tous deux avec Kim Myung-min dans le rôle principal. Son thriller politique Inside Men (2015), basé sur le webtoon The Insiders de Yoon Tae-ho (en), parle des systèmes corrompus existant en Corée et met l’accent sur la concurrence intense entre les personnages. Avec Lee Byung-hun dans le rôle principal, il connait un grand succès avec plus de 5,7 millions d'entrées au 12 décembre 2015,,.

## Filmographie
- 2000 : Who Killed Jesus? (court métrage) - réalisateur, scénariste
- 2010 : Man of Vendetta (Pagwidwin sanai) - réalisateur, scénariste
- 2012 : The Spies (Gancheop) - réalisateur, scénariste
- 2015 : Inside Men - réalisateur, scénariste
- 2018 : The Drug King - réalisateur, scénariste
- 2020 : L'Homme du président - réalisateur, scénariste
- 2024 : Harbin (하얼빈) - réalisateur, scénariste

## Récompenses
- 2016 : Grand Bell Awards du Meilleur réalisateur pour Inside Men[4]
- 2016 : Grand Bell Awards du Meilleur scénario aux Grand Bell Awards pour Inside Men